# Clarina
Clarina is een geslacht van vlinders uit de onderfamilie Macroglossinae van de familie pijlstaarten (Sphingidae).

## Soorten
- Clarina kotschyi (Kollar, 1849)
- Clarina syriaca (Lederer, 1855)